# Tragia petiolaris
Tragia petiolaris är en törelväxtart som beskrevs av Radcl.-sm.. Tragia petiolaris ingår i släktet Tragia och familjen törelväxter. Inga underarter finns listade i Catalogue of Life.